# Iván Garriel
Iván Garriel Muñoz (Íscar, Valladolid, 3 de abril de 2005) es un futbolista español que juega como lateral izquierdo en el Real Valladolid C. F. de la Segunda División.

## Trayectoria
Nacido en Íscar, Valladolid, Castilla y León, Garriel llegó al Real Valladolid con 11 años, procedente del C. D. Íscar. El 10 de septiembre de 2022, hizo su debut con Real Valladolid Promesas en la Segunda Federación, en la derrota en casa por 0-1 ante el C. D. Guijuelo.
El 31 de agosto de 2023, Garriel renovó su contrato con el club hasta 2027 y alternaría el primer equipo con el filial de la Segunda Federación.
El 10 de septiembre de 2023 con el dorsal 29, hizo su debut profesional con el primer equipo del Real Valladolid C. F. en la Segunda División de España, reemplazando en el minuto 82 a Sergio Escudero. El encuentro finalizó con empate 1-1 en casa contra el Elche C. F..
El 11 de julio de 2024 fue cedido al Celta Fortuna de la Primera Federación por una temporada .

### España Sub-17
El 25 de mayo de 2021, sería convocado por la Selección de fútbol sub-17 de España, para participar en unos entrenamientos que disputaron en Marbella del 31 de mayo al 5 de junio.
Finalmente Garri debutó con el dorsal 17 el 10 de octubre de 2021 en un partido amistoso contra la selección sub-17 de Países Bajos. El partido se jugó en el Estadio Olímpico Camilo Cano de La Nucía. Jugó 66 minutos.
Finalmente su bagaje en esta categoría acabó con 10 partidos disputados, 6 de ellos de titular en los que consiguió dar una asistencia.

### España Sub-18
Su debut se produjo el 22 de septiembre de 2022 en el estadio Nilüfer Stadı de Bursa contra Portugal. El partido acabó con victoria 2-0 y Garri salió del banquillo para disputar los últimos 3 minutos de partido.
Finalmente su bagaje en esta categoría acabó con 4 partidos disputados, 2 de ellos de titular. e

## Clubes
Actualizado al último partido disputado el 24 de mayo de 2025.
| Club                     | País          | Año           | Partidos | Goles |
| ------------------------ | ------------- | ------------- | -------- | ----- |
| Real Valladolid Promesas | España        | 2022-24       | 26       | 0     |
| Real Valladolid C. F.    | España        | 2023-24       | 2        | 0     |
| Celta Fortuna (cedido)   | España        | 2024-25       | 31       | 0     |
| Real Valladolid C. F.    | España        | 2025-presente |          |       |
| Total carrera            | Total carrera | Total carrera | 59       | 0     |